# Dawa (rivière)
Pour les articles homonymes, voir Dawa (homonymie).
La Dawa, Daoua ou Daua est une rivière éthiopienne qui forme l'actuel fleuve Jubba après sa confluence avec la Ganale Dorya. 

## Parcours
Elle prend sa source dans les montagnes sur le vaste plateau somali au sud-est de l'Éthiopie, à l'est d'Aleta Wendo puis coule vers le sud et l'est, forme la frontière entre l'Éthiopie et le Kenya avant de terminer son cours de 450 km à la frontière somalienne.
La rivière Daua contourne par l'ouest l'ambas de Arero. Sa large et haute vallée de Wachilé à Mogho, en passant les localités de "Hudat", puis de "Cuba" à une confluence dans une vaste plaine et encore plus loin à l'est de "Blanga" forme une voie de communication ancienne, voire antique, vers l'orient. Vers le sud-ouest, bien au-delà en quittant la vallée, Mega est atteinte par la route partant de Wachilé, après les localités de Web et d'Anole. Des pistes partant au sud de Wachilé ouvre aussi une voie plus difficile vers Adilli puis El Goff ou El Teh, localités au nord-est de Moyale.
En aval de Mogho, la rivière Daua s'écoule en s'incurvant progressivement vers le sud, gagnant la basse région de Malka localité kenyane au-delà de la frontière. Une fois longée les hauteurs du Degadi culminant à plus de 2 000 mètres, ultimes hautes terres qui ont contraint son cours à le contourner et protégeaient les abords de la bourgade éthiopienne de Maci, elle reprend sa course toujours frontalière vers l'est rejoignant d'abord les abords désertiques de Ramai, poste kenyan puis Mandera, initialement ville du Kenya au sud de la rivière. Au nord de Ramai, les eaux méridionales des monts Dégadi se perdent souvent dans une étendue aride, faisant de la localité de Sadddei une oasis. Dans cette contrée voisine du comté kenyan de Mandera semi-aride, la Daua imbibe, tel l'antique Nil, sa verdoyante vallée tantôt couvertes de forêts tantôt d'arbustes, de palmiers doum et de hautes herbes, et apparaît en unique cours d'eau pérenne, les autres petites rivières, le plus souvent dénommées "laghas" ou oueds (asséchés) à trous d'eau, n'étant qu'intermittentes, alimentées uniquement à la saison des pluies. Elle constitue la principale ressource d'eau potable des communautés kenyane de Libehia, Malka Mari au milieu de son parc national, Rhamu, Dimti et Khalalio. Les zones ripuaires de Kalicha, Girissa, Dimti et Shantolei utilisent aussi l'eau du fleuve Daua pour l'irrigation, notamment des diverses cultures produisant le niébé, l'oignon, la papaye, et autres agrumes et melons
Au delà de Mandera, la rivière Dawa ou Daua forme encore frontière entre Ethiopie et Somalie, s'orientant vers le nord-est. Elle coule vers sa confluence avec la Ganale Dorya légèrement au sud-est de Dolo, pour former la Jubba, qui en Somalie, se nomme souvent "Webiga Daawa".

## Histoire
Au XVe siècle, Daouaro désigne un royaume transitoire formé sur le haut cours du Daua par des anciens peuples oromos glissant déjà plus à l'est sur le plateau somali, abandonnant plus à l'ouest les rives du wabi Chibelli aux peuples somalis de religion musulmane. 
L'Ouraga était mentionné comme un affluent du Daua ou Dawa. Il est possible qu'il corresponde à l'Awata. 

## Traduction
- (en) Cet article est partiellement ou en totalité issu de l’article de Wikipédia en anglais intitulé « Dawa River » (voir la liste des auteurs).